# The Final Cut (album)
Vous lisez un « bon article » labellisé en 2017.
Pour les articles homonymes, voir The Final Cut.
Albums de Pink Floyd
The Wall
(1979) A Momentary Lapse of Reason
(1987)
Singles
1. Not Now John
Sortie : 3 mai 1983

The Final Cut est le douzième album studio du groupe rock progressif britannique Pink Floyd, sorti le 21 mars 1983 au Royaume-Uni.
Cet album-concept est le dernier du groupe auquel participe le chanteur et bassiste Roger Waters, et le seul sur lequel n'apparaît pas le claviériste Richard Wright, renvoyé durant l'enregistrement de The Wall, le précédent album de Pink Floyd. Waters envisage d'abord l'album comme une simple bande originale du film adapté de The Wall mais l'actualité, avec le déclenchement de la guerre des Malouines, lui inspire l'écriture de nouvelles chansons où domine une thématique antiguerre. Il dédie l'album à son père, tué durant la Seconde Guerre mondiale.
The Final Cut est enregistré dans huit studios durant la seconde moitié de l'année 1982, avec l'aide de musiciens de studio, dans un contexte de relations tendues entre Waters et le guitariste David Gilmour. Le bassiste occupe un rôle prépondérant à tous les niveaux : il écrit toutes les chansons et les chante toutes sauf une, coproduit l'album et en conçoit la pochette. The Final Cut est à ce titre parfois considéré comme son premier album solo. À sa sortie, il se classe no 1 des ventes au Royaume-Uni et reçoit des critiques variées. Waters quitte Pink Floyd deux ans plus tard.

## Historique

### Contexte

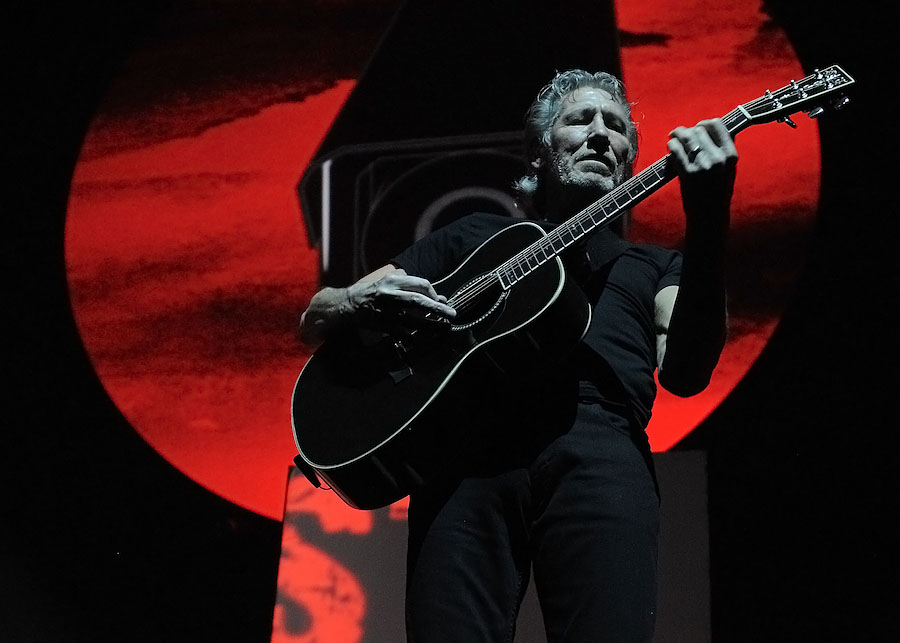
Roger Waters interprétant The Wall en 2011. The Final Cut est d'abord conçu comme la bande originale du film The Wall.

À l'origine, Spare Bricks (« Briques de rechange », le titre de travail de l'album) est censé être la bande originale du film The Wall, une adaptation cinématographique du précédent album studio de Pink Floyd sortie en salle en 1982. À ce titre, il doit comprendre des chansons ayant été réenregistrées pour les besoins du film, comme Bring the Boys Back Home, et d'autres apparues dans le film, mais pas sur l'album, comme When the Tigers Broke Free. Le chanteur et bassiste Roger Waters, qui est le principal architecte du concept de The Wall, prévoit également d'enregistrer quelques chansons supplémentaires afin de développer davantage le récit,.
La guerre des Malouines, qui éclate en avril 1982, incite Waters à modifier ses plans. Il écrit de nouvelles chansons où il s'en prend directement à Margaret Thatcher, jugeant sa réaction à l'invasion argentine des Malouines comme démesurée et gratuite, et dédie son projet, rebaptisé Requiem for a Post-War Dream (« Requiem pour un rêve d'après-guerre »), à la mémoire de son père, Eric Fletcher Waters, tué pendant la Seconde Guerre mondiale. Le guitariste David Gilmour n'apprécie pas ce changement de direction, ni la décision de réutiliser des chansons laissées de côté durant l'enregistrement de The Wall, parmi lesquelles Your Possible Pasts, One of the Few, The Final Cut et The Hero's Return. Selon lui, « si ces chansons n'étaient pas assez bonnes pour The Wall, pourquoi le seraient-elles maintenant ? » Il désire écrire de nouveaux titres, mais Waters est dubitatif dans la mesure où les compositions de Gilmour se sont faites rares sur les derniers albums du groupe.
L'album reçoit son titre définitif, The Final Cut, en référence à un vers du Jules César de Shakespeare : « This was the most unkindest cut of all » (« cette blessure fut pour lui la plus cruelle de toutes »). When the Tigers Broke Free paraît en single le 26 juillet 1982, avec la version réenregistrée de Bring the Boys Back Home en face B. L'étiquette des deux faces du 45 tours précise que les chansons proviennent du futur album The Final Cut.

### Enregistrement

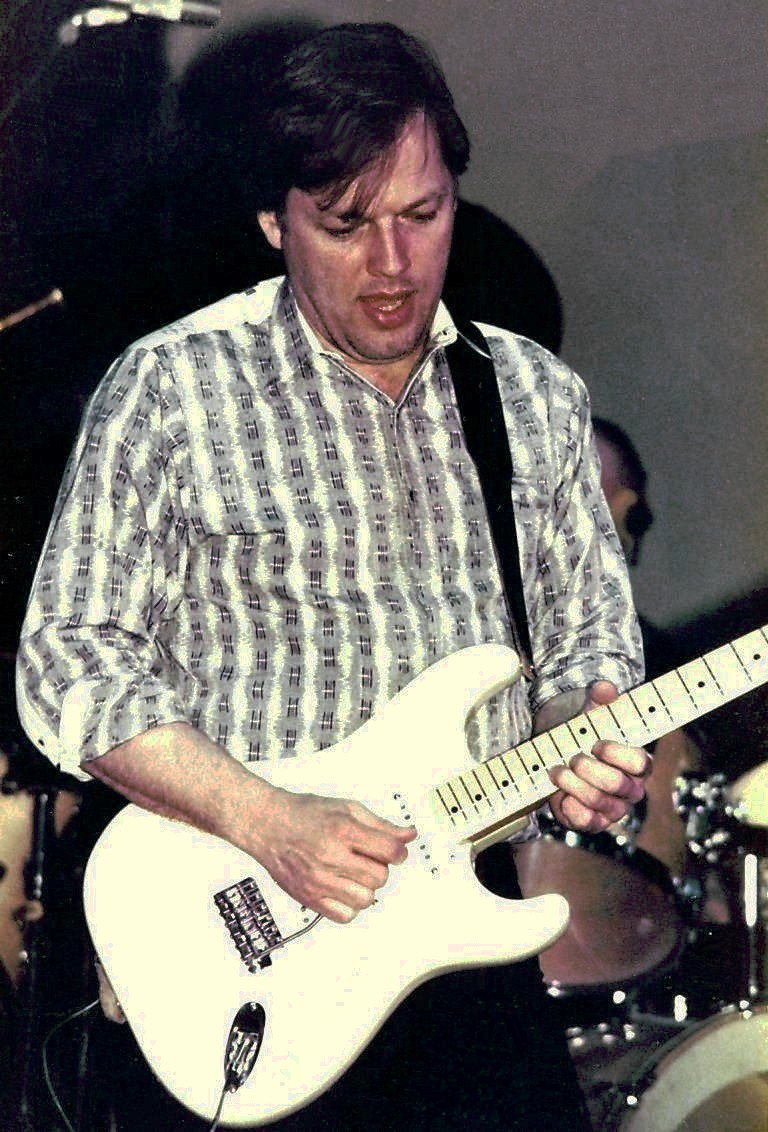
Les relations entre David Gilmour (ici en 1984) et Roger Waters durant l'enregistrement de l'album sont très tendues.

L'enregistrement de l'album se déroule durant la seconde moitié de l'année 1982 dans huit studios différents, un record pour le groupe, parmi lesquels le studio privé de Gilmour à Hookend Manor, dans l'Oxfordshire, et celui de Waters, « The Billard Room », la salle de billard de sa nouvelle maison dans le quartier londonien d'East Sheen,. Les autres studios mobilisés sont tous situés à Londres : il s'agit des studios Mayfair (en), Olympic, Abbey Road, Eel Pie (en), Audio International et RAK.
Gilmour et Waters travaillent d'abord ensemble, mais les tensions qui les opposent finissent par les inciter à travailler séparément, chacun avec un ingénieur du son : Andy Jackson collabore avec Waters sur le chant, tandis que James Guthrie s'occupe des guitares de Gilmour. Les deux musiciens se retrouvent ponctuellement pour faire le point sur l'avancement du projet. Ce système finit par peser sur le guitariste, qui manque à plusieurs reprises de perdre son sang-froid. À la suite d'une énième dispute, le nom de Gilmour est retiré de la liste des producteurs de l'album. Par la suite, Waters reconnaît avoir été lui aussi sous pression durant cette période, et persuadé qu'il s'agissait de la dernière fois qu'il enregistrait quoi que ce soit avec les autres membres du groupe. Il pourrait avoir menacé de publier l'album sous son seul nom, mais le contrat liant Pink Floyd à EMI l'en aurait certainement empêché.
Plusieurs musiciens participent à l'enregistrement de l'album aux côtés des membres de Pink Floyd. Le compositeur américain Michael Kamen se charge des parties orchestrales, un travail qu'il a déjà assuré sur The Wall. En l'absence du claviériste Rick Wright, membre fondateur de Pink Floyd renvoyé par Waters durant l'enregistrement de The Wall, Kamen assure les parties de piano et d'harmonium, tandis qu'Andy Bown, un participant de la tournée The Wall, joue de l'orgue Hammond,. Le batteur Nick Mason, qui connaît des problèmes conjugaux, reste quant à lui en retrait. Il est assisté par Ray Cooper et même remplacé par Andy Newmark sur la chanson Two Suns in the Sunset, dont il n'arrive pas à suivre les changements de rythme. Sa principale contribution à l'album consiste en l'enregistrement d'effets sonores divers pour le système holophonique.

### Parution et accueil
The Final Cut sort au Royaume-Uni le 21 mars 1983 et atteint la première place du classement des ventes d'albums, chose que n'avaient réussi à faire ni The Dark Side of the Moon, ni The Wall. Il sort aux États-Unis le 2 avril et y rencontre un succès plus modéré, ne dépassant pas la sixième place du classement établi par le magazine Billboard.
L'unique single tiré de l'album est publié le 3 mai, avec Not Now John en face A et une version longue de The Hero's Return, avec un couplet supplémentaire, en face B. Il se classe dans le Top 30 au Royaume-Uni et no 7 du classement américain Mainstream Rock. La promotion de l'album passe également par un court métrage de 19 minutes réalisé par Willie Christie, le beau-frère de Roger Waters, dans lequel jouent Alex McAvoy (en), qui interprétait le rôle du professeur dans The Wall, ainsi que Waters.
La presse accueille l'album d'une manière très variée, avec des critiques très positives et d'autres très négatives. Melody Maker qualifie The Final Cut de « jalon dans l'histoire de la nullité », tandis que Richard Cook écrit dans New Musical Express que « Waters s'est arrêté avec The Wall, et The Final Cut isole et jongle avec les mêmes thèmes mais sans énergie nouvelle pour les développer ». En revanche, il reçoit une critique élogieuse de Kurt Loder dans le magazine américain Rolling Stone, où il est décrit comme « un chef-d'œuvre absolu de l'art rock ».
Avec plus d'un million d'exemplaires vendus aux États-Unis, The Final Cut est certifié disque de platine par la RIAA en mai 1983, puis double disque de platine en 1997. Il est également certifié disque d'or au Royaume-Uni le 24 mars 1983 Il reste néanmoins l'album de Pink Floyd qui s'est le plus mal vendu depuis Meddle (1971). Par la suite, Gilmour considère cet échec commercial comme une confirmation de son opinion sur la qualité médiocre des chansons, ce à quoi Waters rétorque que la qualité d'un album ne se mesure pas au nombre d'exemplaires vendus,.

### Postérité
The Final Cut ne fait pas l'objet d'une tournée de promotion. Après sa parution, les trois membres du groupe se consacrent à des projets personnels. Gilmour publie son deuxième album, About Face, en 1984 ; il y expose ses sentiments sur divers sujets, de l'assassinat de John Lennon à ses relations avec Waters. Celui-ci sort son album solo, The Pros and Cons of Hitch Hiking, et entame une tournée la même année. Mason réalise quant à lui l'album Profiles avec Rick Fenn, le guitariste de 10cc, en 1985. Waters annonce son départ de Pink Floyd, qu'il considère comme « une force épuisée », en octobre de la même année. C'est le début d'une longue querelle judiciaire entre Waters d'un côté et Gilmour et Mason de l'autre, le premier cherchant à empêcher les deux autres de continuer à utiliser le nom de Pink Floyd, en vain. Aucune des chansons de l'album n'est jouée sur scène par Pink Floyd par la suite, mais Waters en intègre plusieurs dans son répertoire scénique lors de ses tournées en solo, notamment Get Your Filthy Hands Off My Desert, Southampton Dock et The Fletcher Memorial Home.
Une édition remastérisée de The Final Cut sort en 2004 chez EMI (Europe) et Capitol (États-Unis). Elle inclut en titre bonus When the Tigers Broke Free, inséré entre One of the Few et The Hero's Return. Écarté du coffret Shine On (1992), l'album est en revanche présent dans les coffrets Oh, By the Way (2007) et Discovery (2011). The Fletcher Memorial Home est la seule chanson de The Final Cut retenue sur les compilations rétrospectives Echoes: The Best of Pink Floyd (2001) et A Foot in the Door: The Best of Pink Floyd (2011).
Avec le recul, les critiques ont tendu à envisager The Final Cut dans le contexte de la séparation ultérieure du groupe. Sur AllMusic, Stephen Thomas Erlewine affirme qu'« il est clair qu'il s'agit de l'album que Waters voulait faire, et il est tout aussi clair que Pink Floyd n'aurait pas pu continuer ainsi ». Les critiques parues à l'occasion de la remasterisation de l'album, en 2004, sont tout aussi polarisées que celles de 1983. Dans Stylus, Todd Burns le décrit comme « une tentative de se dépasser alors même qu'on a tout l'argent qu'on pourrait jamais vouloir » et le considère comme une brillante réussite. Dans Pitchfork, Chris Ott y voit « l'un des examens les plus complets et troublants de la psyché d'un homme jamais enregistrés » et lui attribue la note de 9/10. Mike Diver est moins enthousiaste dans Drowned in Sound, considérant The Final Cut comme un disque peu accessible et excessivement déprimant. La quatrième édition du Rolling Stone Album Guide, également parue en 2004, attribue seulement deux étoiles à The Final Cut, qui est décrit comme « un album solo médiocre de Waters, rempli de diatribes antiguerre ».

## Caractéristiques artistiques

### Concept
The Final Cut est un album-concept anti-militariste. La thèse de Roger Waters est que les soldats britanniques tués pendant la Seconde Guerre mondiale, qui se sont sacrifiés dans l'espoir que leur victoire donne naissance à un monde en paix, ont été trahis par les leaders politiques qui continuent à avoir recours à la guerre pour résoudre leurs querelles. Margaret Thatcher est tout particulièrement visée pour son rôle dans le déclenchement de la guerre des Malouines.

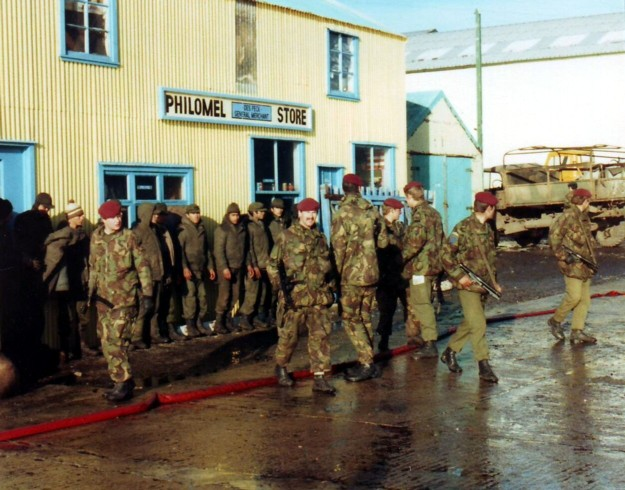
Des parachutistes britanniques surveillant des prisonniers de guerre argentins lors de la guerre des Malouines.

L'actualité internationale est évoquée tout au long de l'album. La première chanson, The Post War Dream, débute sur une série d'annonces radiophoniques qui indiquent notamment que le remplaçant de l'Atlantic Conveyor, un navire marchand coulé durant la guerre des Malouines, doit être construit au Japon et non sur les chantiers navals du Clyde, en Écosse. The Gunner's Dream, une évocation du rêve d'un monde en paix, mentionne les attentats de Hyde Park et Regent's Park commis par l'IRA le 20 juillet 1982. Get Your Filthy Hands Off My Desert énumère plusieurs conflits avec leurs responsables : l'invasion soviétique de l'Afghanistan et Léonid Brejnev, l'intervention militaire israélienne au Liban et Menahem Begin, ainsi que la guerre des Malouines, l'invasion de l'archipel étant attribuée au général argentin Leopoldo Galtieri et le torpillage du croiseur General Belgrano à Thatcher. The Fletcher Memorial Home suggère la nécessité d'appliquer la « solution finale » à tous ces leaders politiques. Not Now John s'en prend quant à elle à la société qui se désintéresse des problèmes politiques et économiques.
Plusieurs chansons décrivent les conséquences traumatiques de la guerre sur ceux qui y participent. One of the Few et The Hero's Return adoptent le point de vue d'un vétéran de la Seconde Guerre mondiale qui n'arrive plus à s'adapter à la vie civile. Tourmenté par la mort de ses camarades et son rôle dans le bombardement de Dresde, il n'arrive pas à communiquer sa détresse à son épouse. Il finit par devenir le professeur tyrannique dont le personnage principal de The Wall avait subi les brimades. Paranoid Eyes décrit son isolation et sa descente dans l'alcoolisme. Southampton Dock est une lamentation dédiée aux soldats revenus de la guerre et à ceux qui partent vers une mort certaine. La chanson-titre, la plus intimiste de toutes, décrit l'isolement et la frustration d'un homme qui s'efforce de rétablir le contact avec le monde qui l'entoure et envisage le suicide. L'album s'achève sur Two Suns in the Sunset, qui dépeint un holocauste nucléaire, conclusion inévitable pour un monde obsédé par la guerre et le pouvoir,.

### Musique
Comme les précédents albums de Pink Floyd, The Final Cut emploie de nombreux effets sonores et présente des innovations dans le domaine de l'enregistrement audio. Il fait partie des tout premiers enregistrements en holophonie, un système expérimental permettant d'ajouter un effet tri-dimensionnel amélioré aux enregistrements, qui donne l'impression que le son provient d'un point situé au-dessus, au-dessous ou derrière l'auditeur. Il est particulièrement audible sur le titre Get Your Filthy Hands Off My Desert. Outre les nouveaux effets sonores enregistrés pour l'album par Nick Mason (bruits d'avion ou de pneus qui crissent), il reprend également des effets sonores déjà employés sur les précédents albums de Pink Floyd, notamment le vent de Meddle,.
Toutes les chansons de l'album sont chantées par Roger Waters, d'une voix très agressive qui s'accorde au contenu des paroles, à l'exception de Not Now John, où le chant est partagé entre Waters et Gilmour. En dépit du rôle réduit de ce dernier, ses solos de guitare sur Your Possible Pasts et The Fletcher Memorial Home sont considérés par Mark Blake comme dignes de son meilleur travail sur The Wall,.

### Pochette et photographie

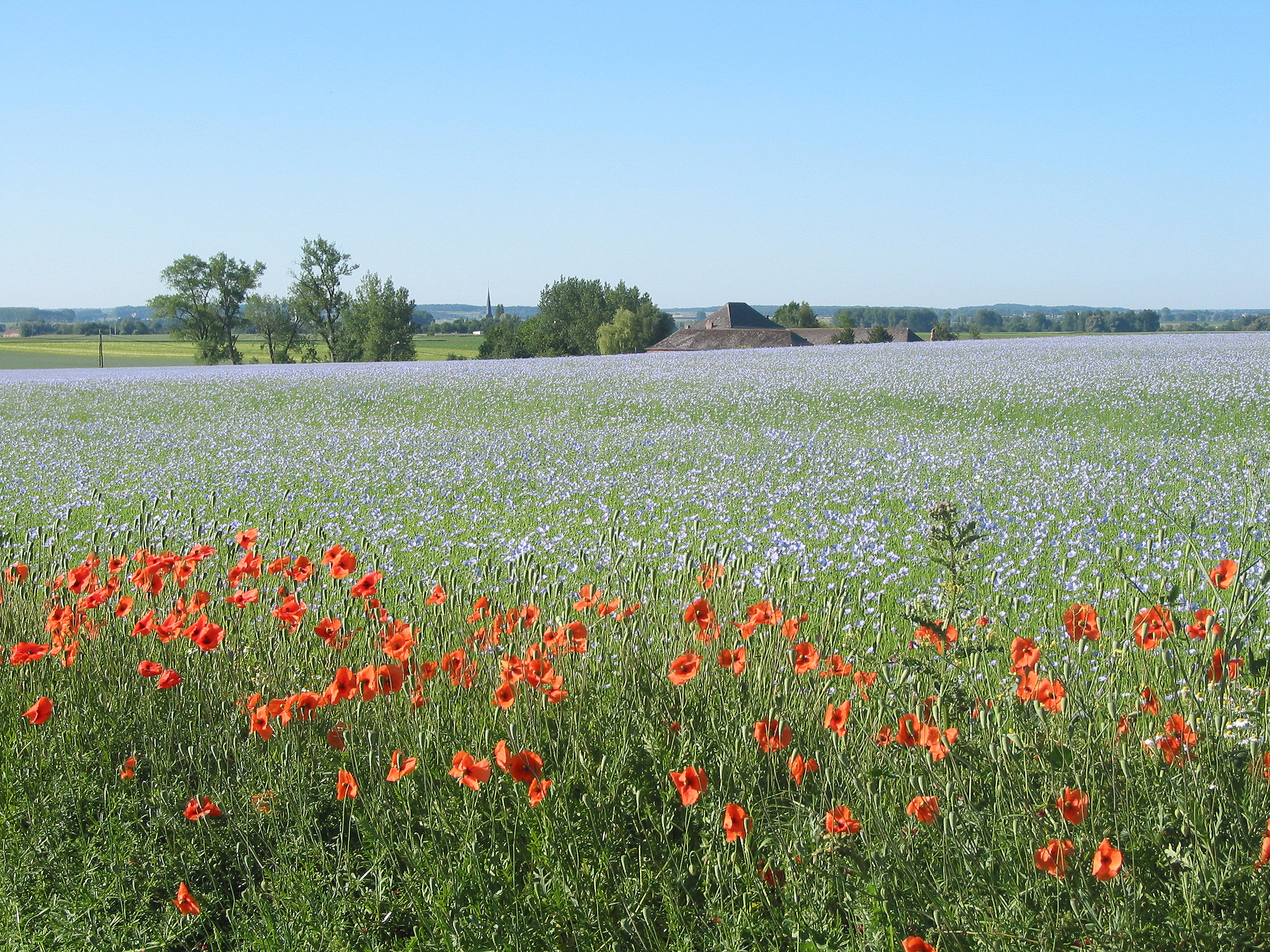
Les coquelicots sont un élément récurrent de l'habillage visuel de l'album.

Contrairement à la plupart des pochettes d'albums de Pink Floyd, celle de The Final Cut n'est pas réalisée par Storm Thorgerson ou le studio Hipgnosis (qui s'est dissout en 1983), mais par Roger Waters, à partir de photos prises par son beau-frère Willie Christie. Elle représente un coquelicot en papier du Jour du Souvenir et quatre rubans de médailles britanniques de la Seconde Guerre mondiale sur fond noir. De gauche à droite, les médailles sont la 1939-45 Star, l'Africa Star, la Defence Medal et la Distinguished Flying Cross.
Les coquelicots, aussi bien réels qu'en papier, sont un élément récurrent de l'habillage visuel de l'album. La pochette intérieure, qui reproduit l'intégralité des paroles, contient trois photographies. La première montre une main tendue tenant trois coquelicots, avec un soldat au milieu d'un champ à l'arrière-plan. La seconde, qui sert également de pochette au 45 tours Not Now John, est celle d'un soudeur dont le masque est décoré aux couleurs du drapeau impérial du Japon. La troisième représente une explosion nucléaire vue de l'intérieur d'une voiture, en référence aux paroles de Two Suns in the Sunset.
L'étiquette de la face 1 du vinyle représente un champ de coquelicots ; celle de la face 2, un soldat poignardé dans le dos, couché sur le sol près d'un champ de coquelicots, avec un chien assis non loin de lui. La pochette arrière de l'album représente également un soldat poignardé dans le dos, mais celui-ci est debout. Il porte une boîte cylindrique en métal contenant une bobine de film, peut-être en référence aux relations difficiles de Waters avec Alan Parker, le réalisateur du film The Wall. Cette même pochette arrière porte la mention « A requiem for the post-war dream by Roger Waters, performed by Pink Floyd » (« Un requiem pour le rêve d'après-guerre par Roger Waters, interprété par Pink Floyd »), signe supplémentaire de la prépondérance de Waters à ce stade de l'histoire du groupe.

Les rubans de la pochette
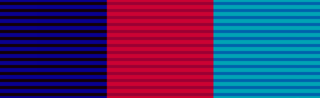
1939-45 Star
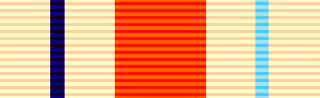
Africa Star
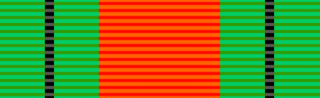
Defence Medal
Distinguished Flying Cross

## Fiche technique

### Titres
Toutes les chansons sont écrites et composées par Roger Waters.

#### 33 tours
| 1. | The Post War Dream  | 3:02 |
| 2. | Your Possible Pasts | 4:22 |
| 3. | One of the Few      | 1:12 |
| 4. | The Hero's Return   | 2:56 |
| 5. | The Gunner's Dream  | 5:07 |
| 6. | Paranoid Eyes       | 3:40 |

| 7.  | Get Your Filthy Hands Off My Desert | 1:19 |
| 8.  | The Fletcher Memorial Home          | 4:11 |
| 9.  | Southampton Dock                    | 2:13 |
| 10. | The Final Cut                       | 4:46 |
| 11. | Not Now John                        | 5:01 |
| 12. | Two Suns in the Sunset              | 5:14 |

#### CD remasterisé
| No  | Titre                               | Durée |
| --- | ----------------------------------- | ----- |
| 1.  | The Post War Dream                  | 3:00  |
| 2.  | Your Possible Pasts                 | 4:26  |
| 3.  | One of the Few                      | 1:11  |
| 4.  | When the Tigers Broke Free          | 3:16  |
| 5.  | The Hero's Return                   | 2:56  |
| 6.  | The Gunner's Dream                  | 5:07  |
| 7.  | Paranoid Eyes                       | 3:40  |
| 8.  | Get Your Filthy Hands Off My Desert | 1:19  |
| 9.  | The Fletcher Memorial Home          | 4:11  |
| 10. | Southampton Dock                    | 2:13  |
| 11. | The Final Cut                       | 4:46  |
| 12. | Not Now John                        | 5:01  |
| 13. | Two Suns in the Sunset              | 5:14  |

### Musiciens

#### Pink Floyd
- Roger Waters : chant, basse, guitare acoustique et rythmique, synthétiseur, bruitages
- David Gilmour : guitare solo et rythmique, chant sur Not Now John, chœurs
- Nick Mason : batterie et percussions, sauf sur Two Suns in the Sunset

#### Musiciens additionnels
- Michael Kamen : piano, harmonium
- Andy Bown : orgue Hammond
- Ray Cooper : percussions
- Andy Newmark : batterie sur Two Suns in the Sunset
- Raphael Ravenscroft : saxophone ténor
- National Philharmonic Orchestra, dirigé et arrangé par Michael Kamen

### Équipe de production
- Roger Waters : producteur, design de la pochette
- James Guthrie : producteur, ingénieur du son
- Andrew Jackson : ingénieur du son
- Andy Canelle, Mike Nocito, Jules Bowen : assistants ingénieurs
- Willie Christie : photographe
- Artful Dodgers : design de la pochette
- Zuccarelli Labs ltd : holophonie
- Doug Sax : mastering

### Classements et certifications

#### Album
| Pays (classement)             | Meilleure position | Durée du classement | Date            |
| ----------------------------- | ------------------ | ------------------- | --------------- |
| (Media Control AG)            | 1                  | 27 semaines         | 11 avril 1983   |
| Australie (Kent Music Report) | 3                  | 8 semaines          | 25 avril 1983   |
| Autriche (Ö3 Austria Top 40)  | 3                  | 13 semaines         | 15 avril 1983   |
| Canada (RPM)                  | 2                  | 29 semaines         | 30 avril 1983   |
| États-Unis (Billboard 200)    | 6                  | 23 semaines         | 7 mai 1983      |
| France (SNEP)                 | 1                  | 77 semaines         | 2 avril 1983    |
| Italie (FIMI)                 | 1                  | ?                   | 7 mai 1983      |
| Nouvelle-Zélande (RIANZ)      | 1                  | 18 semaines         | 24 avril 1983   |
| Norvège (VG-lista)            | 1                  | 13 semaines         | 28 mars 1983    |
| Pays-Bas (Mega Album Top 100) | 2                  | 18 semaines         | 9 avril 1983    |
| Royaume-Uni (UK Albums Chart) | 1                  | 25 semaines         | 2 avril 1983    |
| Suède (Sverigetopplistan)     | 1                  | 8 semaines          | 5 avril 1983    |
| Suisse (Schweizer Hitparade)  | 1                  | 7 semaines          | 29 janvier 2017 |

| Pays             | Certification | Seuil de ventes | Date            |
| ---------------- | ------------- | --------------- | --------------- |
| Allemagne        | Or            | 250 000 +       | 1990            |
| Autriche         | Or            | 25 000 +        | 10 janvier 1994 |
| États-Unis       | 2 × Platine   | 2 000 000 +     | 31 janvier 1997 |
| France           | Or            | 100 000 +       | 1983            |
| Italie           | Or            | 25 000 +        | 2017            |
| Nouvelle-Zélande | Platine       | 15 000 +        | 24 avril 1983   |
| Pays-Bas         | Or            | 50 000 +        | 1986            |
| Royaume-Uni      | Or            | 100 000 +       | 24 mars 1983    |

#### Singles
| Single              | Chart                  | Durée du classement | Position | Date          |
| ------------------- | ---------------------- | ------------------- | -------- | ------------- |
| Not Now John        | Mainstream Rock Tracks | 18 semaines         | 7e       | 7 mai 1983    |
| Not Now John        | Top 100                | 13 semaines         | 5e       | 2 avril 1983  |
| Not Now John        | UK Singles Chart       | 4 semaines          | 30e      | 14 mai 1983   |
| The Hero's Return   | Mainstream Rock Tracks | 10 semaines         | 31e      | 30 avril 1983 |
| Your Possible Pasts | Mainstream Rock Tracks | 10 semaines         | 8e       | 9 avril 1983  |